# 少年の君
『少年の君』（しょうねんのきみ、原題：少年的你、英語題：Better Days）は、2019年の中国・香港合作映画。原作は玖月晞のオンライン小説『少年の君』（原題:少年的你，如此美麗）。監督はデレク・ツァン。なお、映画と原作小説では結末が異なる。
香港電影金像奨で作品賞を始め8冠を制し、香港代表作品として第93回アカデミー賞の国際長編映画賞にノミネートされた。日本では2020年に第15回大阪アジアン映画祭で観客賞を受賞。2021年7月に劇場公開された。

## 概要
撮影は2018年7月に、「山城」と知られる重慶市でクランクイン、同年9月10日にクランクアップ。 映画の中で重慶の坂と立体交差橋が写られたシーンが多く、一つの見どころでもある。2019年10月25日から中国をはじめ、様々な国と地域で公開された。
主演を務めたのは、中国で最も注目される二人の若手俳優、チョウ・ドンユイとイー・ヤンチェンシー。チョウ・ドンユイは、チャン・イーモウ監督の2010年の映画『サンザシの樹の下で』でいきなり主演デビューしてブレイクした若手演技派女優。本作が初主演映画のイー・ヤンチェンシーはTFBOYSのメンバーで国民的なアイドルであり、撮影当時中央戯劇学院に首席で入学予定で注目されていた。
本作は青春映画の上に、いじめ、大学受験競争など、過酷な社会問題を描き出している。公開から11月2日までの9日間の興行収入が10億人民元を突破。最終興行収入は15.58億人民元（約243億円）と、2019年度中国映画興行収入9位となり、青春映画ジャンルとしては中国映画歴代1位となった。
中国の動画サイトBilibili、Youku、iQIYIなどで有料配信されている。

## あらすじ
いじめが主題の中国映画。孤独な女子高生チェン・ニェンは成績優秀で、大学受験を一ヶ月後に控えていた。一流大学に進めば輝かしい将来も夢ではない。貧しい母子家庭に暮らすチェン・ニェンは、いじめが横行する進学校で、受験だけに集中しようと必死だった。ところがある日、チェン・ニェンは、不良たちにリンチされるチンピラのシャオベイを、思わず庇ってしまった。
クラスメートの「いじめ自殺」について警察に話し、主犯格の女子生徒ウェイから狙われるチェン・ニェン。暴力に耐えかねたチェン・ニェンは、親しくなったシャオベイにボディーガードを依頼した。それでも大勢に囲まれ、髪を切られて裸の動画まで撮られるチェン・ニェン。責任を感じたシャオベイは、チェン・ニェンの無残に残った髪を剃って丸坊主にすると、自分の頭も剃り上げた。
いじめの主犯ウェイが変死体で発見された。疑われるチェン・ニェン。だが、逮捕されたのは罪を被ったシャオベイだった。青年刑事のチェン・イーはチェン・ニェンが真犯人だと見抜き、彼女を責めた。初犯で過失致死のチェン・ニェンなら数年の刑だが、前歴のあるシャオベイは遥かに罪が重くなるのだ。
全国統一入試に高得点で合格するチェン・ニェン。だが、直後に彼女は罪を認めて服役した。数年後、刑期を終えたチェン・ニェンは地味な教師になっていた。いじめられる弱いタイプの女生徒に付き添って歩くチェン・ニェン。その背後には、ボディーガードするシャオベイの姿があった。

## 登場人物
チェン・ニェン（陳念）
演 - チョウ・ドンユイ
内向的で平凡な優等生。大学受験のため進学校に通っている。
シャオベイ（小北）
演 - イー・ヤンチェンシー
本名はリウ・ベイシャン（劉北山）。学校に行っていない不良少年。母に捨てられ、立体交差橋の下で一人暮らしをしている。
チェン・イー（鄭易）
演 - イン・ファン
青年刑事。
ラオヤン（老楊）
演 - ホアン・ジュエ
チェン・イーの先輩のベテラン刑事。
ジョウ・レイ（周蕾）
演 - ウー・ユエ
チェン・ニェンの母親。チェン・ニェンの学費を稼ぐためインチキ化粧品の違法な販売に従事して、借金を抱える。借金取りから避けるため、娘を家に一人させることが多い。
ウェイ・ライ（魏萊）
演 - チョウ・イエ
チェン・ニェンのクラスメイト。いじめ集団の一人で、リーダーとも言える人物。成績が学年上位だが、昨年の受験に落ちてもう一度一年を学ぶことになった、いわゆる「復読」生。
リー・シアン（李想）
演 - チャン・ヤオ
チェン・ニェンのクラスメイト。
フー・シャオディエ（胡暁蝶）
演 - チャン・イーファン
チェン・ニェンのクラスメイト。ウェイ・ライたちからいじめを受ける最初の女子生徒。ストーリーの冒頭で校舎から飛び降り自殺した。彼女の死がきっかけで、いじめの対象はチェン・ニェンに移った。
ダーカン（大康）
演 - チャオ・ルンナン
シャオベイの友人。

## スタッフ
- 監督 - デレク・ツァン
- プロデューサー - ジョジョ・ホイ
- 原作 - 玖月晞『少年の君』
- 脚本 - ラム・ウィンサム、リー・ユアン、シュー・イーメン
- 音楽 - ヴァーカ・ビューラー
- 主題歌 - 岑寧児「Fly」
- 撮影 - ユー・ジンピン
- 美術 - リャン・ホンフー
- 編集 - チャン・イーボウ
- 録音 - ホアン・チェン
- 照明 - ワン・ウェンビン
- 衣装デザイン - 呉里璐
- 配給 - 聯瑞（上海）影視有限公司、上海淘票票影視文化有限公司、天津猫眼微影文化傳媒有限公司、喀什嘉映文化傳媒有限公司、華夏電影発行有限責任公司、紅星美凱龍影業、拍拍文化傳媒（無錫）有限公司
- 製作 - 河南電影電視制作集団、胖小孩影視制作（天津）有限公司、好孩子制作有限公司

## 受賞
| 賞                                   | 部門                        | ノミネート対象                                   | 結果       |
| ------------------------------------ | --------------------------- | ------------------------------------------------ | ---------- |
| 第69回ベルリン国際映画祭             | ジェネレーション部門        | 少年の君                                         | ノミネート |
| 2019 Weibo映画の夜                   | 最も期待される青春映画      | 少年の君                                         | 受賞       |
| 第4回マカオ国際映画祭                | 新中国語映像部門 主演女優賞 | チョウ・ドンユイ                                 | 受賞       |
| 2019映画チャンネルM榜                | スクリーンカップル賞        | チョウ・ドンユイ、イー・ヤンチェンシー           | 受賞       |
| 2019映画チャンネルM榜                | ポテンシャル俳優賞          | イー・ヤンチェンシー                             | 受賞       |
| 第1回人民網「光影中国」栄誉盛典      | 2019年度栄誉推薦女優        | チョウ・ドンユイ                                 | 受賞       |
| 第1回人民網「光影中国」栄誉盛典      | 2019年度栄誉推薦新人俳優    | イー・ヤンチェンシー                             | 受賞       |
| 2019 Weiboの夜 Weibo Awards Ceremony | 2019Weibo年度映画           | 少年の君                                         | 受賞       |
| 第26回香港電影評論学会大奨           | 推薦作品賞                  | 少年の君                                         | 受賞       |
| 第26回香港電影評論学会大奨           | 監督賞                      | デレク・ツァン                                   | 受賞       |
| 第26回香港電影評論学会大奨           | 男優賞                      | イー・ヤンチェンシー                             | ノミネート |
| 第39回香港電影金像奨                 | 作品賞                      | 少年の君                                         | 受賞       |
| 第39回香港電影金像奨                 | 監督賞                      | デレク・ツァン                                   | 受賞       |
| 第39回香港電影金像奨                 | 脚本賞                      | ラム・ウィンサム、リー・ユアン、シュー・イーメン | 受賞       |
| 第39回香港電影金像奨                 | 主演男優賞                  | イー・ヤンチェンシー                             | ノミネート |
| 第39回香港電影金像奨                 | 主演女優賞                  | チョウ・ドンユイ                                 | 受賞       |
| 第39回香港電影金像奨                 | 新人俳優賞                  | イー・ヤンチェンシー                             | 受賞       |
| 第39回香港電影金像奨                 | 撮影賞                      | ユー・ジンピン                                   | 受賞       |
| 第39回香港電影金像奨                 | 編集賞                      | チャン・イーボウ                                 | ノミネート |
| 第39回香港電影金像奨                 | 美術賞                      | リャン・ホンフー                                 | ノミネート |
| 第39回香港電影金像奨                 | 服装デザイン賞              | 呉里璐                                           | 受賞       |
| 第39回香港電影金像奨                 | 作曲賞                      | ヴァーカ・ビューラー                             | ノミネート |
| 第39回香港電影金像奨                 | 歌曲賞                      | 「Fly」                                          | 受賞       |
| 第15回香港映画監督協会年度大賞       | 作品賞                      | 少年の君                                         | 受賞       |
| 第15回香港映画監督協会年度大賞       | 監督賞                      | デレク・ツァン                                   | 受賞       |
| 第15回香港映画監督協会年度大賞       | 主演女優賞                  | チョウ・ドンユイ                                 | 受賞       |
| 第15回大阪アジアン映画祭             | コンペティション部門        | 少年の君                                         | ノミネート |
| 第15回大阪アジアン映画祭             | 観客賞                      | 少年の君                                         | 受賞       |
| 第2回金衆電影青年                    | 年度青少年選択奨            | 少年の君                                         | 受賞       |
| 第2回金衆電影青年                    | 監督賞                      | デレク・ツァン                                   | 受賞       |
| 第2回金衆電影青年                    | 主演男優賞                  | イー・ヤンチェンシー                             | 受賞       |
| 第2回金衆電影青年                    | 主演女優賞                  | チョウ・ドンユイ                                 | 受賞       |
| 第2回金衆電影青年                    | 録音賞                      | 少年の君                                         | 受賞       |
| 第28回上海映画批評家協会賞           | 年度優秀映画賞              | 少年の君                                         | 受賞       |
| 第28回上海映画批評家協会賞           | 最優秀新人男優賞            | イー・ヤンチェンシー                             | 受賞       |
| 第35回大衆電影百花奨                 | 作品賞                      | 少年の君                                         | ノミネート |
| 第35回大衆電影百花奨                 | 脚本賞                      | ラム・ウィンサム、リー・ユアン、シュー・イーメン | ノミネート |
| 第35回大衆電影百花奨                 | 監督賞                      | デレク・ツァン                                   | ノミネート |
| 第35回大衆電影百花奨                 | 主演女優賞                  | チョウ・ドンユイ                                 | 受賞       |
| 第35回大衆電影百花奨                 | 新人俳優賞                  | イー・ヤンチェンシー                             | 受賞       |
| 第14回アジア・フィルム・アワード     | 主演女優賞                  | チョウ・ドンユイ                                 | 受賞       |
| 第14回アジア・フィルム・アワード     | 助演女優賞                  | チョウ・イエ                                     | ノミネート |
| 第14回アジア・フィルム・アワード     | 新人俳優賞                  | イー・ヤンチェンシー                             | 受賞       |
| 第14回アジア・フィルム・アワード     | 編集賞                      | チャン・イーボウ                                 | ノミネート |
| 第14回アジア・フィルム・アワード     | 衣裳デザイン賞              | 呉里璐                                           | ノミネート |
| 第33回中国映画金鶏奨                 | 作品賞                      | 少年の君                                         | ノミネート |
| 第33回中国映画金鶏奨                 | 脚本賞                      | ラム・ウィンサム、リー・ユアン、シュー・イーメン | ノミネート |
| 第33回中国映画金鶏奨                 | 監督賞                      | デレク・ツァン                                   | ノミネート |
| 第33回中国映画金鶏奨                 | 主演男優賞                  | イー・ヤンチェンシー                             | ノミネート |
| 第33回中国映画金鶏奨                 | 主演女優賞                  | チョウ・ドンユイ                                 | 受賞       |
| 第33回中国映画金鶏奨                 | 助演男優賞                  | ホアン・ジュエ                                   | ノミネート |
| 第33回中国映画金鶏奨                 | 助演女優賞                  | チョウ・イエ                                     | ノミネート |
| 第33回中国映画金鶏奨                 | 作曲賞                      | ヴァーカ・ビューラー                             | ノミネート |
| 第33回中国映画金鶏奨                 | 録音賞                      | ホアン・チェン                                   | ノミネート |
| 第33回中国映画金鶏奨                 | 編集賞                      | チャン・イーボウ                                 | 受賞       |
| 第93回アカデミー賞                   | 国際長編映画賞              | 少年の君                                         | ノミネート |